# مغامرات ريك في أطلانتس
مغامرات ريك في أطلانتس (بالإنجليزية:The Ricklantis Mixup) (المعروفة أيضاً باسم حكايات من القلعة (بالإنجليزية:Tales from the Citadel)) هي الحلقة السابعة من الموسم الثالث من ريك ومورتي، والحلقة الثامنة والعشرون من المسلسل بشكل عام. تم عرضه لأول مرة في أدلت سويم في 10 أيلول 2017. كتبه دان جوترمان وريان ريدلي وإخراج دومينيك بولسينو. في الحلقة، بصفتها المغامرة الرئيسية لريك ومورتي خارج الشاشة إلى أطلانطس، تم تحويل التركيز نحو القلعة، وهو مجتمع سري متعدد الأبعاد يسكنه العديد من إصدارات مجموعة من ريك ومورتي من أبعاد مختلفة. لقيت الحلقة استقبالاً جيداً، حيث حضر بثها ما يقرب من 2.4 مليون مشاهد.
باستثناء السرد الخاص بإعلان بسيط لريك (عبر عنه جيف بي ديفيس) وسطر واحد من الشابة بيث سميث (عبرت عنه سارة تشالك), تم التعبير عن هذه الحلقة بالكامل بواسطة جستن رويلاند بصفته مختص بأداء أصوات جميع الريك والمورتي من جميع الأبعاد.

## الحبكة
بينما يستعد ريك ومورتي لمغامرة في أطلانطس، قاطعهما ريك ومورتي آخران يبحثان عن تبرعات لصندوق إعادة تطوير القلعة. يتساءل مورتي عما يحدث في القلعة. تنتقل الحلقة بعد ذلك إلى القلعة لمتابعة العديد من المؤامرات المتشابكة.

### الحملة
في القلعة، تجري انتخابات رئاسية بعد وفاة مجلس ريكس في حلقة خلاص ريك. يربح المرشح المثير للجدل مورتي من حزب مورتي الحشد في المناظرات، لكنه يطرد مدير حملته فجأة. في وقت لاحق، اتصل المحقق ريك مورتي مدير الحملة مورتي، الذي سلمه بعض الملفات السرية. في التجمع القادم للمرشح مورتي، يواجهه مدير الحملة مورتي ويطلق النار عليه.

### مدينة مورتي
يتعاون شرطي ريك الذي تم تجنيده حديثاً مع شرطي مورتي العنيف والسمين الذي يشعر بنفسه بمشاعر معادية لمورتي. يلتقيان بـ «بيغ مورتي», الذي يعرض على الشرطي ريك رشوة للتكتم على تعاملاته غير القانونية، وقد وافق بالفعل الشرطي مورتي على ذلك. عندما يرفض الشرطي ريك، يطلق الشرطي مورتي النار على أتباع بيغ مورتي، ويتبع ذلك تبادل لإطلاق النار. بعد أن قتل شرطي مورتي بيغ مورتي، يُجبر الشرطي ريك على قتل الشرطي مورتي، ثم يسلم نفسه متوقعًا العقوبة. بدلاً من ذلك، تمت تبرئته من جميع الرسوم بسبب التغييرات الأخيرة في رموز الأقسام.

### الوقوف إلى جانب مورتي
تم إخبار طلاب أكاديمية مورتي أنهم سيتخرجون قريباً وسيتم تعيين ريك جديد. عند سماع ذلك، قررت مجموعة من المورتي بقيادة مورتي المتمردة البحث عن بوابة الأمنيات الأسطورية. في بوابة الأمنيات في اليوم التالي، قرروا التضحية بشيء مهم من أجل تحقيق رغباتهم، وهو ما يفعله كل منهم، ويتمنى مورتي المخادع أن تتغير حياتهم، على الفور. فيقوم، معرباً عن رغبة جميع المورتي في تغيير الحياة، ألقى بنفسه في البوابة - والتي تم الكشف عنها بعد ذلك على أنها التخلص من القمامة. حزيناً، عاد مورتي الباقون إلى الأكاديمية، فقط ليعرفوا أنها مغلقة. إنهم يعتقدون أن أمنية مورتي تتحقق.

### ريك البسيط
في مصنع ينتج بسكويت ريك البسيط، المصنوع من الذكريات السعيدة لريك البسيط، يتم تجاوز الموظف ريك سانشيز J-22 للحصول على ترقية. J-22 يذهب في حالة غصب، ويدمر آلة التجميع الخاصة به، ويقتل مشرفه السابق، ويأخذ ريك البسيط رهينة ثم يقتله في محاولة للهروب. تماماً كما كان فريق سوات ريكس على وشك القبض على J-22, أوقفهم مالك المصنع، ريك دي سانشيز الثالث، الذي أثنى على J-22 لشجاعته وحرره. نظراً لأن J-22 غارقة في العاطفة عند إعطائها سيارة ليموزين، قام ريك دي سانشيز الثالث باستخدام مسدس الصعق الكهربائي ققتل ريك J-22 ويستخدم سعادته كبديل لنكهة الرقائق.

### الخاتمة
تم إلقاء مدير الحملة مورتي في الفضاء من قبل الخدمة السرية ريكس، الذي كشف أن المرشح مورتي نجا وسيصبح رئيساً للقلعة. في الغرفة المجاورة، يأخذ ريك دي سانشيز الثالث مكانه مع مجلس الظل لريكس والرئيس مورتي. صرح أحد أعضاء المجلس أنه بغض النظر عمن يجلس على كرسي الرئيس، فإن المجلس سيكون له السيطرة دائماً على القلعة. الرئيس مورتي يسأل أعضاء المجلس الآخرين إذا كانوا يوافقون على هذا البيان، ثم يقوم حراسه باغتيال من فعلوا. خارج القلعة، تكشف وثائق المرشح مورتي أن الرئيس الجديد هو مورتي الشرير من حلقة «مواجهة "ريك" مع أشباهه».
في مشهد ما بعد انتهاء الحلقة، يعود ريك ومورتي الرئيسيان إلى المنزل من أتلانتس، راضين عن رحلتهما. بينما يتساءل مورتي عما يحدث في القلعة، يؤكد له ريك أنه من المحتمل ألا يكون لذلك أي تأثير على حياتهم.

## الاستقبال
أشاد لاري بارتليت المراجع في NME بالحلقة، قائلاً إن «نتيجة الحلقة - انعكاس وحشي لمشاكل أمريكا - قد أكسبت الحلقة الأعلى تقييمًا على الإطلاق، بمتوسط نقاط 9.9 / 10».

## الجوائز
فازت الحلقة الكتابين جوترمان وريدلي بجائزة آني لعام 2018 للإنجاز المتميز والكتابة - الإنتاج التلفزيوني / الإذاعي.

## وصلات خارجية
- مغامرات ريك في أطلانتس على قاعدة بيانات الأفلام على الإنترنت

تصنيف:حلقات ريك ومورتي